# 塞瓦斯托波爾港
塞瓦斯托波爾海運貿易港（烏克蘭語：Севастопольський морський торговельний порт, SMTP）是位於乌克兰塞瓦斯托波爾的港口。它主要位於塞瓦斯托波爾灣以及周圍的小海灣。2014年前，該港口主要是烏克蘭政府所擁有，也有少部分是私有的。自從被俄方吞併後，該港口完全受俄羅斯政府控制，而港口的基礎設施已經完全與俄罗斯海军黑海艦隊的海军基地融合。

## 歷史
1778年，俄軍官苏沃洛夫下令在港口沿岸修建土方工程，並在那兒部署俄方的軍隊。5年後，在俄帝國吞併克里米亞汗國後不久，塞瓦斯托波爾港建立了定居點，作為一支叫 Akhtiar（意為 "白崖"）的海軍中隊的基地。 1784年2月，葉卡捷琳娜大帝命令軍事執行委員會主席波將金在該基地建造一座堡壘，並命名為 "塞瓦斯托波爾"。該建設由烏沙科夫上尉負責，更其後於1788年被任命為該港口和黑海分舰队的指挥官。
塞瓦斯托波爾成為了重要的海军基地，後來也作了商業海港。 1797年，沙皇保羅一世頒布了法令把港口更名為 "阿赫蒂亞爾"，但俄羅斯參議院其後於1826年恢復了 "塞瓦斯托波爾" 的名字。
第二次世界大战期間，納碎德軍在巴巴羅薩行動中（1941-42年）密集轟炸塞瓦斯托波爾，成為了塞瓦斯托波爾圍城戰。
1991年苏联解体後，烏克蘭簽了長期租約讓俄方使用該港口。
2014年3月初，俄羅斯入侵克里米亞期間，俄方的水手在多努兹拉夫灣與塞瓦斯托波爾港故意凿沉數艘海軍艦艇，以試圖阻止烏克蘭海軍的艦艇離港進入黑海。被沉沒的船隻包括俄海軍巡洋舰奧恰科夫号和一艘35公噸（39英噸）重的BM-416級潜水支援船。

## 港口領土範圍與各部門
港口的領土由烏克蘭內閣於2002年10月25日《關於塞瓦斯托波爾海洋貿易港水族館》的声明确定。港口裡的各部門為如下：
- 客運碼頭 - 位於143號碼頭，有航站樓與海關大樓
- 貨運區 - 塞瓦斯托波爾灣東端（靠近因克爾曼和乔尔纳亚河河口），有計畫建造渡輪碼頭，由兩個轉運綜合體組成：
  - 1號轉運綜合體：貨物的水路與地面運輸的交替點；專門處理沿海沙子、散裝廢金屬以及煤炭出口
  - 2號轉運綜合體：56號碼頭為基礎，面積為 47,883 m2（515,410 sq ft），112 米長，8.25米深
- Portinvest 裝載區 (Avlita) - 私有的貨運區；由 SCM Holdings（英语：SCM Holdings） 旗下的 Portinvest Holding 所擁有，裝卸區由 Avlita 提供服務
- 巴拉克拉瓦港 - 位於巴拉克拉瓦灣（烏克蘭語：Балаклавська бухта）裡較小的港口
- 南塞瓦斯托波爾 - 船舶維修設施[7]；工廠有貨運綜合設施、船舶維修站、設計遊艇的部門等，也做船舶出租，如浮式起重機與拖船等
- 塞瓦斯托波爾海洋漁港

## 艦隊
以下為泊在塞瓦斯托波爾港以基地的船舶與船隊：
- 塞瓦斯托波爾海上貿易港
  - 16艘客運摩托艇
    - 1438项目，Molodezhny类型（天王星、冥王星、東星、木星、土星、Zyuid 、猎户座、英仙座、欧米茄、背心、格里戈里·奥夫奇尼科夫、莫洛杰日尼、北星、水星）
    - 项目 227、245，Almaz 型 - Magnolia （塔曼）
    - 项目 485M3，Raduga 型（ Lazurny ）

  - 2 艘渡輪（滚装/滚装）
    - 727 项目（ Parom-2 、 Metallist ）

  - 油輪 (RKZ-460)
  - 2艘拖船
    - 1496 号项目，MB 型（梅卡尼克·列宾）
    - 498 号项目，Gorokhovets 型（ Mayak ）

  - 舱底水收集器 ( PS-379 )
  - 2 溢油收集器
    - 项目 25505，NMS 型（ MNMS-33 ）
    - 项目 2550/4，NMS 型( MNMS-97 )

  - 油收集器 ( NMS-36 )
  - 飞行员（洛特曼）
  - 特别任务舰（克里斯塔尼号）
  - 浮动车间 ( PM-870 )
  - 旅行摩托艇 ( BMK-130 )
- 烏克蘭國家科學院
  - 特别任务船（ Vodyanytsky教授）
  - 渔船（塞瓦尔）

## 戰略價值
塞瓦斯托波爾港被認為是關鍵港口，作為黑海-马尔马拉海-地中海-大西洋的海上航線的停泊點。該港口也是俄罗斯在黑海少數的暖水港之一。俄方自蘇聯解體一直到吞併克里米亞都向烏克蘭租用該港口，而這港口更被認為是烏克蘭危機的主要導火線之一。

## 外部鏈接
- Ukrmorrichflot 国家管理局网站
- （英語）港口周年纪念引发了对海军未来的紧张局势 （页面存档备份，存于）。今日俄罗斯. 2008-06-14
- 水母入侵塞瓦斯托波尔港 （页面存档备份，存于）。欧洲新闻。 2013-01-03
- Avlita 装卸公司 （页面存档备份，存于）（ Portinvest 官方网站 （页面存档备份，存于））
- 塞瓦斯托波尔市客运车队的历史 （页面存档备份，存于）
- 塞瓦斯托波尔舰队，所有在塞瓦斯托波尔悬挂乌克兰国旗的船只 （页面存档备份，存于）
- 塞瓦斯托波尔海洋渔港官方网站的存檔，存档日期2013-02-27. </link>